# Теорема Фробеніуса (диференціальна геометрія)
Теоремою Фробеніуса у математиці називають кілька пов'язаних результатів у теорії диференціальних рівнянь з частинними похідними і диференційній геометрії. В своїй загальній формі теорема є одним з основних результатів сучасної диференційної геометрії і має також застосування в диференційній топології і теорії груп Лі.

## Твердження для систем диференційних рівнянь з частинними похідними
Нехай U — відкрита підмножина в {\displaystyle \mathbb {R} ^{p}}, V — відкрита підмножина в {\displaystyle \mathbb {R} ^{n-p}}, і для всіх {\displaystyle 1\leq k\leq n-p,1\leq h\leq p}, функції {\displaystyle B_{h}^{k}:U\times V\rightarrow \mathbb {R} } належать класу {\displaystyle C^{r}} ({\displaystyle 1\leq r\leq +\infty }). Тоді можна розглянути систему рівнянь з частинними похідними, яку також називають «системою Пфаффа»
(*)::{\displaystyle {\frac {\partial v^{k}}{\partial x^{h}}}=B_{h}^{k}\left(x^{1},...,x^{p},v^{1},...,v^{n-p}\right)\quad \left(1\leq k\leq n-p,1\leq h\leq p\right),}
де {\displaystyle v^{k}=v^{k}\left(x^{1},...,x^{p}\right).}
Позначимо {\displaystyle x=(x^{1},...,x^{p})} і {\displaystyle v=(v^{1},...,v^{n-p}).}
Система (*) називається інтегровною, якщо для кожної точки {\displaystyle (x_{0},v_{0})\in U\times V} існують окіл {\displaystyle S\subset U} точки {\displaystyle x_{0}}, окіл {\displaystyle T\subset V} точки {\displaystyle v_{0}} і єдині функції {\displaystyle v(x)=(v^{1}(x),...,v^{n-p}(x))} для яких виконуються умови:
1. {\displaystyle v(x_{0})=v_{0}}
2. {\displaystyle v(S)=T}
3. {\displaystyle \forall s\in S} справедлива система рівнянь (*).

Теорема Фробеніуса стверджує, що система рівнянь (*) є інтегровною на {\displaystyle U\times V} якщо в кожній точці цієї множини виконуються рівності:
{\displaystyle {\frac {\partial B_{h}^{k}}{\partial x^{l}}}+\sum _{j=1}^{n-p}{\frac {\partial B_{h}^{k}}{\partial v^{j}}}B_{l}^{j}={\frac {\partial B_{l}^{k}}{\partial x^{h}}}+\sum _{j=1}^{n-p}{\frac {\partial B_{l}^{k}}{\partial v^{j}}}B_{h}^{j}}
{\displaystyle \left(1\leq k\leq n-p,1\leq l\leq p,1\leq h\leq p\right).}

## Формулювання теореми в диференціальній геометрії
Нехай {\displaystyle M} — гладкий многовид. p-вимірним розподілом на цьому многовиді називається відображення {\displaystyle \Delta :M\ni y\mapsto \Delta _{y}} де образ відображення {\displaystyle \Delta _{y}} є підпростором розмірності p дотичного простору {\displaystyle T_{y}\left(M\right)} многовиду M в точці y. Розподіл належить класу {\displaystyle C^{\infty }} якщо для кожної точки {\displaystyle x\in M}, існує окіл U точки y і векторні поля {\displaystyle X_{1},...,X_{p}} класу {\displaystyle C^{\infty }} на U такі що {\displaystyle X_{1}(y),...,X_{p}(y)} є базисом простору {\displaystyle \Delta _{y}} для всіх {\displaystyle y\in U.}
Векторне поле X класу {\displaystyle C^{\infty }} належить розподілу {\displaystyle \Delta } якщо {\displaystyle X(y)\in \Delta _{y}} для всіх {\displaystyle y\in M.}
Розподіл називають інволютивним, якщо для довільних векторних полів {\displaystyle X_{1},X_{2}\in \Delta } класу {\displaystyle C^{\infty }} справедливо також {\displaystyle \left[X_{1},X_{2}\right]\in \Delta .}
Теорема Фробеніуса стверджує, що p-вимірний розподіл {\displaystyle \Delta } є інволютивним тоді й лише тоді коли для кожної точки {\displaystyle y\in M} існує координатний окіл U точки y з координатними функціями {\displaystyle x_{1},...,x_{n}} такий, що для кожної точки {\displaystyle r\in U} вектори {\displaystyle {\frac {\partial }{\partial x_{1}}},...,{\frac {\partial }{\partial x_{p}}}} утворюють базис простору {\displaystyle \Delta _{r}.}
Множини де {\displaystyle x_{p+1},...,x_{n}=const} у координатах визначених в теоремі очевидно будуть підмноговидами в U для яких {\displaystyle \Delta } у відповідній області визначення є дотичним розшаруванням. Кожен такий многовид називається інтегральним многовидом для {\displaystyle \Delta .}

## Доведення
Якщо p-вимірний розподіл {\displaystyle \Delta } у кожній точці {\displaystyle x\in M} є дотичним простором підмноговиду виду {\displaystyle x_{p+1},...,x_{n}=const} для деякої системи координат в околі точки, то очевидно цей розподіл є інволютивним адже дужка Лі двох дотичних векторів для підмноговиду теж буде дотичним вектором для підмноговиду.
Обернене твердження можна довести за індукцією. Для випадку {\displaystyle p=1} розподіл є автоматично інволютивним адже локально у цьому випадку розподіл задається векторним полем {\displaystyle X} і векторні поля, що належать одновимірному розподілу локально мають вигляд {\displaystyle fX} і {\displaystyle gX} для диференційовних функцій {\displaystyle f,g.} Тоді: 
{\displaystyle [fX,gX](h)=(fX)(gXh)-(gX)(fXh)=f\cdot Xg\cdot Xh+fg\cdot XXh-g\cdot Xf\cdot Xh-fg\cdot XXh=(f\cdot Xg-g\cdot Xf)\cdot Xh}
тобто {\displaystyle [fX,gX]=(f\cdot Xg-g\cdot Xf)\cdot X}і дужка Лі належить одновимірному розподілу.

### Випадокp= 1
Нехай {\displaystyle X} є векторним полем в околі точки {\displaystyle x\in M} і дотичний вектор {\displaystyle X_{x}} у цій точці не є рівним нулю. Тоді існує координатний окіл із координатами {\displaystyle x_{1},...,x_{n}} для точки {\displaystyle x} для якого {\displaystyle {\frac {\partial }{\partial x_{1}}}} є рівним {\displaystyle X}.
Нехай в околі {\displaystyle U} точки {\displaystyle x\in M} задані координатні функції {\displaystyle y_{1},...,y_{n}} індуковані відображенням {\displaystyle \varphi } околу на відкриту кулю {\displaystyle B(0,s)\subset \mathbb {R} ^{n}} із центром на початку координат і радіусом {\displaystyle s.} При цьому координати завжди можна вибрати так, що {\displaystyle y_{1}(x)=y_{2}(x)=\ldots =y_{n}(x)=0} і {\displaystyle {\frac {\partial }{\partial y_{1}}}(x)=X_{x}.} Векторне поле {\displaystyle X} у околі {\displaystyle U} є рівним {\displaystyle X=\sum _{i=1}^{n}a_{i}{\frac {\partial }{\partial y_{i}}},} де функції {\displaystyle a_{i}\in C^{\infty }(U).} За побудовою {\displaystyle a_{1}(x)=1>0} і тому зменшивши при потребі {\displaystyle U} можна вважати, що {\displaystyle a_{1}>0} в усьому околі {\displaystyle U.}
Розглянемо диференціальні рівняння для інтегральних кривих для векторного поля {\displaystyle X} у цих координатах. Рівняння задаються як:
{\displaystyle {\frac {\partial y_{i}}{\partial t}}=a_{i}(y_{1}(t),\ldots ,y_{n}(t)),\quad 1=1,\ldots ,n.}
Згідно теореми Пікара — Лінделефа для кожної точки  {\displaystyle b\in {\bar {B}}(0,r)} — замкнутій кулі із радіусом {\displaystyle r<s} існує деякий проміжок {\displaystyle t_{-}<0<t_{+}} і відображення {\displaystyle F_{b}(t)\ :\ (t_{-},t_{+})\to \mathbb {R} ^{n}} такі, що {\displaystyle F_{b}(0)=b} і координатні функції відображення {\displaystyle F_{b}(t)} на проміжку {\displaystyle t_{-}<t<t_{+}} є розв'язками системи диференціальних рівнянь (відповідно {\displaystyle \varphi ^{-1}(F_{b}(t))} є інтегральною кривою для векторного поля {\displaystyle X}) із початковою умовою {\displaystyle F_{b}(0)=b}. Якщо вибрати для кожного  {\displaystyle b\in {\bar {B}}(0,r)} максимальний можливий проміжок {\displaystyle (t_{-},t_{+}),} то {\displaystyle t_{-}} буде напівнеперервною зверху, а {\displaystyle t_{+}} — напівнеперервною знизу функціями від {\displaystyle b.} Із властивостей напівнеперервних функцій {\displaystyle t_{+}} досягає свого мінімуму, {\displaystyle t_{-}} свого максимуму компактній множині {\displaystyle {\bar {B}}(0,r)}. Згідно теореми Пікара — Лінделефа {\displaystyle 0<\min t_{+}} і {\displaystyle \max t_{-}<0}. Позначимо тепер {\displaystyle {\bar {t}}=\min(\min t_{+},\max t_{-}).} Тоді, оскільки розв'язки диференціальних рівнянь неперервно залежать від початкових умов, одержується відображення {\displaystyle F(t,x_{1},\ldots ,x_{n})\ :\ (-{\bar {t}},{\bar {t}})\times {\bar {B}}(0,r)\to {\bar {B}}(0,s)} для якого {\displaystyle F(0,x_{1},\ldots ,x_{n})=(x_{1},\ldots ,x_{n})\in {\bar {B}}(0,r)}і для кожного конкретного {\displaystyle (x_{1},\ldots ,x_{n})\in {\bar {B}}(0,r)}відображення {\displaystyle F(t,x_{1},\ldots ,x_{n}),\ t\in (-{\bar {t}},{\bar {t}})} є розв'язком системи диференціальних рівнянь із відповідною початковою умовою.
Розглянемо тепер відображення {\displaystyle G:[-{\bar {t}},{\bar {t}}]\times {\bar {B}}_{1}(0,r)\to U\subset M,} (де куля {\displaystyle {\bar {B}}_{1}(0,r)\subset \mathbb {R} ^{n-1}} має розмірність на 1 меншу, ніж {\displaystyle {\bar {B}}(0,r)}), задане як {\displaystyle G(t,x_{2},\ldots ,x_{n})=\varphi ^{-1}(F(t,0,x_{2},\ldots ,x_{n})).} Для фіксованих {\displaystyle (x_{2},\ldots ,x_{n})} образом {\displaystyle G(t,x_{2},\ldots ,x_{n})} є інтегральні криві, тобто {\displaystyle \operatorname {d} G\left({\partial  \over \partial t}\right)=X.} Зокрема {\displaystyle \operatorname {d} G\left({\partial  \over \partial t}\right)(0,\ldots ,0)={\partial  \over \partial y_{1}}(x)=X_{x}.} Також для {\displaystyle t=0} відображення {\displaystyle G(0,x_{2},\ldots ,x_{n})=\varphi ^{-1}(0,x_{2},\ldots ,x_{n})} і тому у цих точках {\displaystyle \operatorname {d} G\left({\partial  \over \partial x_{i}}\right)={\partial  \over \partial y_{i}},\ i\in 2,\ldots ,n.}
Відповідно у точці {\displaystyle (0,\ldots ,0)} диференціал {\displaystyle \operatorname {d} G_{(0,\ldots ,0)}} є рівним диференціалу {\displaystyle \operatorname {d} (\varphi ^{-1})_{(0,\ldots ,0)}}, зокрема {\displaystyle \operatorname {d} G_{(0,\ldots ,0)}} є невиродженим і з теореми про обернене відображення випливає, що в деякому околі {\displaystyle (0,\ldots ,0)} відображення {\displaystyle G} є дифеоморфізмом. Тоді {\displaystyle G^{-1}} є координатним відображення у деякому околі {\displaystyle V} точки {\displaystyle x} і з побудови координатні лінії для перших координат будуть інтегральними кривими для {\displaystyle X}, тобто {\displaystyle {\frac {\partial }{\partial x_{1}}}=X,} що завершує доведення у цьому випадку.

### Крок індукції
Припустимо, що твердження є доведеним для всіх чисел менших p. Нехай {\displaystyle X_{1},\ldots ,X_{p}} є векторними полями, що в кожній точці деякого околу {\displaystyle U_{1}} точки {\displaystyle x\in M} утворюють базис розподілу {\displaystyle \Delta }. Згідно попереднього у деякому околі {\displaystyle x\in U_{2}\subset U_{1}} можна підібрати координати так, щоб {\displaystyle {\frac {\partial }{\partial y_{1}}}=X_{1}}  і всі координати точки {\displaystyle x} були нульовими.
Розглянемо розподіл {\displaystyle {\bar {\Delta }}} який у точках {\displaystyle u\in U_{2}} заданий як {\displaystyle {\bar {\Delta }}_{u}=\{X_{u}\in \Delta _{u}:X_{u}y_{1}=0\}.} Цей розподіл є розподілом класу {\displaystyle C^{\infty }} і розмірності p-1 на {\displaystyle U_{2}} оскільки векторні поля {\displaystyle Y_{i}=X_{i}-(X_{i}y_{1})X_{1},\ i\in 2,\ldots ,p} утворюють його базис на {\displaystyle U_{2}}. Також якщо {\displaystyle Y,Z\in {\bar {\Delta }},} то {\displaystyle [Y,Z]y_{1}=Y(Zy_{1})-Z(Yy_{1})=0,} тож {\displaystyle {\bar {\Delta }}} є інволютивним.
Позначимо {\displaystyle V_{0}} — шар у {\displaystyle U_{2}} для якого {\displaystyle y_{1}=0.} Тоді у точках {\displaystyle v\in V_{0}} розподіл {\displaystyle {\bar {\Delta }}_{v}} є підмножиною дотичного простору {\displaystyle (V_{0})_{v}} і з припущення індукції на деякому околі {\displaystyle V_{1}\subset V_{0}} (що містить точку {\displaystyle x}) існує система координат {\displaystyle z_{2},...,z_{n}} така, що {\displaystyle {\frac {\partial }{\partial z_{2}}},...,{\frac {\partial }{\partial z_{p}}}} утворюють базис {\displaystyle {\bar {\Delta }}} на {\displaystyle V_{1}.}
Нехай тепер {\displaystyle \pi :U_{2}\to V_{0}} є відображенням, що переводить точку із координатами {\displaystyle (y_{1},\ldots ,y_{n})} у точку із координатами {\displaystyle (0,y_{2},\ldots ,y_{n})} і {\displaystyle U_{3}=\pi ^{-1}(V_{1}).} На {\displaystyle U_{3}} можна ввести функції {\displaystyle x_{1}=y_{1},x_{2}=z_{2}\circ \pi ,\ldots ,x_{n}=z_{n}\circ \pi .} У точці {\displaystyle x} дотичний вектор {\displaystyle \left({\frac {\partial }{\partial x_{1}}}\right)_{x}} є рівним дотичному вектору {\displaystyle \left({\frac {\partial }{\partial y_{1}}}\right)_{x}}, а дотичні вектори  {\displaystyle \left({\frac {\partial }{\partial x_{2}}}\right)_{x},...,\left({\frac {\partial }{\partial x_{n}}}\right)_{x}} утворюють базис дотичного простору до {\displaystyle V_{0}} у цій точці. Тому у деякому околі {\displaystyle x\in U\subset U_{3}} функції {\displaystyle (x_{1},\ldots ,x_{n})} утворюють систему координат.
Для того щоб довести, що {\displaystyle {\frac {\partial }{\partial x_{1}}},...,{\frac {\partial }{\partial x_{n}}}} утворюють базис {\displaystyle {\bar {\Delta }}} на {\displaystyle U} достатньо довести, що їх лінійна оболонка є рівною лінійній оболонці векторних полів {\displaystyle Y_{1}=X_{1},Y_{2},\ldots ,Y_{p}}. Для цього достатньо показати, що {\displaystyle Y_{i}x_{j}=0,\quad i\in 1,\ldots ,p,\ j\in p+1,\ldots ,n.} Оскільки {\displaystyle Y_{1}=X_{1}={\frac {\partial }{\partial y_{1}}}={\frac {\partial }{\partial x_{1}}},} то {\displaystyle Y_{1}x_{j}=0,\ j>1.} Оскільки розподіл є інволютивним, то для {\displaystyle i,k\in 1,\ldots ,p} існують диференційовні функції {\displaystyle \Gamma _{ik}^{r}} для яких {\displaystyle [Y_{i},Y_{k}]=\sum _{r=1}^{p}\Gamma _{ik}^{r}Y_{r}.} Тому для {\displaystyle i\in 2,\ldots ,p} і {\displaystyle j>p} маємо {\displaystyle Y_{1}(Y_{i}x_{j})=[Y_{1},Y_{i}]x_{j}=\sum _{r=2}^{p}\Gamma _{1i}^{r}Y_{r}x_{j},} тобто {\displaystyle Y_{i}x_{j}} задовольняють систему лінійних однорідних диференціальних рівнянь вздовж довільної координатної кривої {\displaystyle x_{1}}. Але для {\displaystyle x_{1}=0} інші координати {\displaystyle x_{i}=z_{i}} і згідно вибору координат {\displaystyle z_{i}} на {\displaystyle V_{0}} також {\displaystyle Y_{i}x_{j}=Y_{i}z_{j}=0,\ j>p.} Тому початкові умови для {\displaystyle Y_{i}x_{j}} є нульовими і з єдиності розв'язків системи лінійних однорідних диференціальних рівнянь випливає, що  {\displaystyle Y_{i}x_{j}=0} всюди у  {\displaystyle U} для {\displaystyle Y_{i}x_{j}=0,\quad i\in 1,\ldots ,p,\ j\in p+1,\ldots ,n,} тобто координатна система задовольняє умови теореми в околі {\displaystyle U.}